# 125-я отдельная вертолётная эскадрилья
125-я отдельная вертолётная эскадрилья морской авиации Балтийского флота (125-я ОВЭ) — авиационная часть в структуре Балтийского флота ВМФ России. Базируется на аэродроме Чкаловск в Калининградской области.
Сформирована 1 июля 2002 года в результате оптимизации 288-го отдельного вертолётного полка. «Открытый» номер войсковой части — 26208.

## Основные функции
Выполняет задачи в интересах обеспечения действий Балтийского флота, в том числе функции огневой поддержки сухопутных и береговых войск, операции на море, транспортные задачи, частично задачи ПВО Калининградского особого оборонительного района и различные специальные задачи.

## Авиационная техника
На вооружении 125-й ОВЭ находятся боевые вертолёты:
- Ми-24ВП;
- Ми-8Т;
- Ми-8МТ;

## История
Свою историю ведёт от 288-го отдельного вертолётного полка (288-го ОВП), сформированного 20 декабря 1976 года в городе Владимире. Первым типом вертолётов принятым на вооружение полка стали транспортно-десантные Ми-8Т.
В марте 1977 года личный состав 288-го ОВП приступил к освоению вертолётов огневой поддержки Ми-24. Первые полёты на этом типе были выполнены в ноябре 1977 года на аэродроме 344-го ЦБП и ПЛС армейской авиации в Торжке экипажами командира полка майора В. Г. Бантюкова и командира звена капитана А. А. Неверова.
К моменту проведения масштабных учений войск МВО, в которых полк принимал участие, на Ми-24 были переучены уже 42 экипажа.
В апреле 1978 года полк бал передислоцирован на аэродром Нивенское Калининградской области и перешёл в подчинение легендарной 11-й гвардейской армии сухопутных войск Краснознамённого Прибалтийского ВО, с присвоением условного наименования «Воинская часть полевая почта 26208». В июне того же года личный состав 288-го ОВП принял участие в первых на новом месте базирования учениях «Балтика-78» выполнив поставленные задачи на оценку «отлично». В дальнейшем полк задействовался в проведении учений «Неман-79», «Запад-81», «Дозор-86» и других.
В феврале 1980 года из 20 экипажей полка, была сформирована эскадрилья, убывшая для выполнения интернационального долга в Республику Афганистан.
Основными задачами вертолётчиков эскадрильи, действовавших преимущественно парами на Ми-24, стали штурмовка укреплённых районов, огневая поддержка сухопутных войск, разведка, свободная охота, прикрытие транспортных вертолётов Ми-6 и Ми-8, обеспечение безопасности взлётов и посадок в аэропорту Кабул, сопровождение колонн, а также поисково-спасательные и транспортные задачи.
Работая днём и ночью, совершая за сутки до десяти боевых вылетов, экипажи работали практически над всей территорией Афганистана.
За 9 лет войны, через «Афган» прошли более 500 военнослужащих 288-го ОВП, 380 офицеров и прапорщиков были награждены боевыми орденами и медалями. Среди награждённых четыре Героя Советского Союза: В. Н. Очиров (Указ от 21.02.1985 г.), Н. И. Ковалёв (Посмертно, указ от 5.02.1986 г.), С. В. Филипченков (Указ от 31.06.1986 г.) и А. С. Голованов (Посмертно, указ от 16.06.1989 г.). В боевых действиях на территории Афганистана из числа личного состава 288-го ОВП погибли 18 человек.
В мае 1986 года группа из 11 человек летного и инженерно-технического состава во главе с командиром вертолётной эскадрильи подполковником А. Н. Борисовым была направлена на ликвидацию последствий аварии на Чернобыльской АЭС. В ходе двухмесячной командировки группа налетала около 800 часов, практически ежедневно выполняя задачи радиационной разведки непосредственно над разрушенным реактором. За выполнение поставленных задач все офицеры группы были удостоены государственных наград.
В 1990 году полк состоял из трёх эскадрилий (ВЭ): 1-я и 2-я ВЭ имели на вооружении по 24 вертолёта Ми-24, а 3-я ВЭ — 20 вертолётов Ми-8 разных модификаций. С распадом Советского Союза начался процесс сокращения армии и полк перешёл на двухэскадрильный состав: 1-я ВЭ вертолётов огневой поддержки Ми-24 и 2-я ВЭ транспортно-десантных вертолётов Ми-8.
В 1995 году офицеры боевого управления полка выполняли боевые задачи на территории Чеченской Республики. По итогам боевой командировки все они награждены орденами и медалями.
С декабря 1997 года 288-й ОВП передан из состава ликвидировавшейся 11-й гвардейской общевойсковой Армии в состав Морской авиации Балтийского флота (БФ), а с 1 июля 2002 года полк переформирован в 125-ю отдельную вертолётную эскадрилью ВВС и ПВО БФ, которая в июне-июле 2002 года была перебазирована на аэродром «Чкаловск».
В своём новом виде, 125-я ОВЭ, с 1 марта 2003 года возобновила боевые дежурства. Командование подразделением принял подполковник Сергей Валентинович Ильин (21.12.2012 погиб в Южном Судане при выполнении миссии ООН. Пилотируемый им вертолёт был сбит из ПЗРК. Номер борта RA 27003. Похоронен на военном мемориальном комплексе в посёлке Медведевка Калининградской области).
В настоящее время 125-я ОВЭ является единственным подразделением морской авиации, на вооружении которого состоят вертолёты Ми-24. Так же в составе эскадрильи находятся вертолёты Ми-8 модификаций «Т», «ПС», «ТВ», «МТ».
С 2005 года эскадрильей командует подполковник Сергей Кунин.

## Эмблема эскадрильи
Эмблемой 125-й ОВЭ остаётся герб 288-го ОВП, разработанный личным составом части и в 1996 году утверждённый военно-геральдической службой ВС РФ.
Шершни, изображённые на эмблеме, «прижились» и являются официальными символами эскадрильи.